# Алтафини, Жозе
Жозе Жуан Алтафини (порт. José João Altafini; род. 24 июля 1938, Пирасикаба, Сан-Паулу) — бразильский и итальянский футболист, выступавший на позиции нападающего. Чемпион мира 1958 года в составе сборной Бразилии. Позднее выступал за сборную Италии.
Занимает 3-е место по числу голов в итальянской серии А.
В Бразилии играл под псевдонимом Маццола (итал. Mazzola), взятым в честь итальянского нападающего 1940-х годов Валентино Маццолы, разбившегося вместе со своей командой «Торино» в авиакатастрофе.

## Биография
Жозе Алтафини родился в промышленном городе Пирасикаба в семье Джоаккино Алтафини (итал. Gioacchino Altafini), работника цементного завода, и Марии Маркезони (итал. Maria Marchesoni), которая работала домработницей. Он был пятым и последним ребёнком в семье, происходившей родом из Италии. У него были братья Луиджи и Аттилио, а также сёстры Мария и Анна Инес.
С ранних лет Алтафини увлёкся футболом, занимавшим почти всё его свободное время. В 11 лет Жозе поступил в училище с техническим уклоном, в котором он должен был получить профессию механика. В те же годы будущий футболист едва не погиб: Алтафини очень любил купаться, и во время одного из заплывов он пошёл ко дну; лишь помощь кого-то из взрослых, профессионально занимавшегося плаванием, помогла ему спастись — его вытащили за волосы в последний момент. После этого Жозе почти отказался от плавания и стал проводить всё свободное время на футбольных площадках возле цементного завода. Там его заметили скауты местного клуба «XV ноября», куда он попал в 15-летнем возрасте.

### Карьера
Выступления в клубе «XV ноября» Алтафини совмещал с учёбой на механика. Он рассчитывал, что позже пойдёт работать на сахарный завод, где уже его работал отец.
В возрасте 17-ти лет, спустя лишь три дня после своего дня рождения, он перешёл в «Палмейрас». Первоначально Жозе отклонил предложения этой команды, но поразмыслив, согласился. Там футболист год провёл в молодёжной команде, где аргентинский тренер Альфредо Гонсалес перевёл его на место центрального нападающего, позицию, на которой футболист провёл всю оставшуюся карьеру. Через год Жозе стал игроком основного, а затем стартового состава клуба. 9 июня 1957 года он забил 5 мячей в чемпионате штата Сан-Паулу в ворота «Нороэстре», а через 7 дней дебютировал в составе сборной Бразилии. Футболист даже переподписал контракт, согласно которому мог играть в Бразилии только за «Палмейрас». В этом клубе Алтафини получил своё знаменитое прозвище, в котором, впоследствии, он выступал в Италии — Маццола; бразильские журналисты узрели в молодом футболисте схожесть во внешности и манере игры с итальянским нападающим 1940-х годов Валентино Маццолой. Жозе в столь юном возрасте хорошо зарабатывал, он даже смог купить себе в кредит дом. В 1958 году он участвовал в матче Палмейрас — «Сантос» (7:6), где забил 2 гола; во время встречи 5 человек скончались от сердечных переживаний за свои клубы.

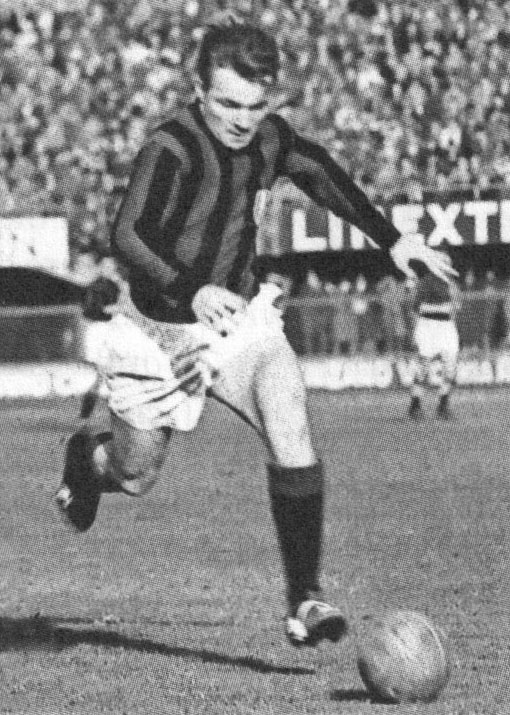
Алтафини в матче за «Милан»

Весной 1958 года «Палмейрас» провёл турне по Европе. Игра бразильского форварда пришлась по вкусу многим командам «Старого Света». Наиболее конкретный интерес выразили итальянские клубы — «Милан» и «Рома». Договор с римской командой был уже готов, но руководство «Палмейраса» предпочло «россонери», чьё предложение — 130 млн лир (около 500 тыс. долларов или 25 млн крузейро) было более выгодным. Этот трансфер стал в то время рекордным в истории футбола Бразилии. Президент клуба, Риццоли, рассчитывал, что бразилец заменит в составе центрфорварда Гуннара Нордаля, ушедшего из команды. В клубе футболист дебютировал 6 сентября 1958 года в матче Кубка Италии с «Болоньей», в котором его команда проиграла 2:4. Сразу по приезде в Италию, руководство «Милана» попросило Алтафини отказаться от прозвища «Маццола», чтобы не обижать двух сыновей Валентино. В первом же сезоне футболист стал чемпионом Италии и лучшим бомбардиром команды с 28-ю мячами, уступив в общем бомбардирском счёте лишь Антонио Анджелилло. На следующий год футболист забил 20 голов в чемпионате, четыре из которых в одной встрече — с миланским «Интером». В два последующих года форвард забивал по 22 мяча в первенстве. И в сезоне 1961/1962 он во второй раз стал победителем серии А. В этом же розыгрыше турнира нападающий забил 4 гола в матче с туринским «Ювентусом». Этот же период характеризовался конфликтами с главным тренером команды, Луиджи Бониццони, закончившийся лишь после ухода тренера из клуба. В сезоне 1962/63 бразилец забил в чемпионате лишь 11 голов, но это ухудшение результативности он компенсировал в Кубке чемпионов, где 14 раз поражал ворота соперника, что долгое время было рекордным показателем. Из этих 14 голов, пять Алтафини забил в одной встрече — против люксембургского клуба «Унион». Дважды в том же розыгрыше форвард забивал по три мяча: в ворота того же «Униона» и «Галатасарая». А два гола Жозе забил в финале турнира с «Бенфикой», принеся победу своей команде со счётом 2:1; по легенде, Нерео Рокко, главный тренер «Милана», в перерыве специально разозлил Алтафини, сказав, что он играет как кролик, после чего тот вышел на поле и дважды забил. В следующем сезоне Алтафини забил 19 голов, из которых лишь 14 в чемпионате. Однако летом 1964 года он обратился к руководству «россонери», требуя повышения заработной платы. После отказа, Жозе сначала отказывался выходить на поле, а затем уехал на родину в Бразилию, сказав: «Без контракта я не играю». Футболист даже тренировался с «Палмейрасом», но затосковав по Италии, на рождество послал открытку Виане. Первоначально Виана наложил мораторий на возвращение игрока, но затем сменил гнев на милость. В результате, в январе 1965 года Алтафини вернулся в Италию, когда его клуб находился на первом месте и претендовал на победу в турнире. Однако с ним в составе «Милан», имевший 7-очковое преимущество над ближайшим преследователем, выступил плохо и занял второе место. Болельщики клуба обвинили во всём Алтафини, а руководство пошло на поводу у тиффози, и форвард был выставлен на трансфер. Всего за «Милан» Жозе провёл 246 матчей и забил 161 гол.

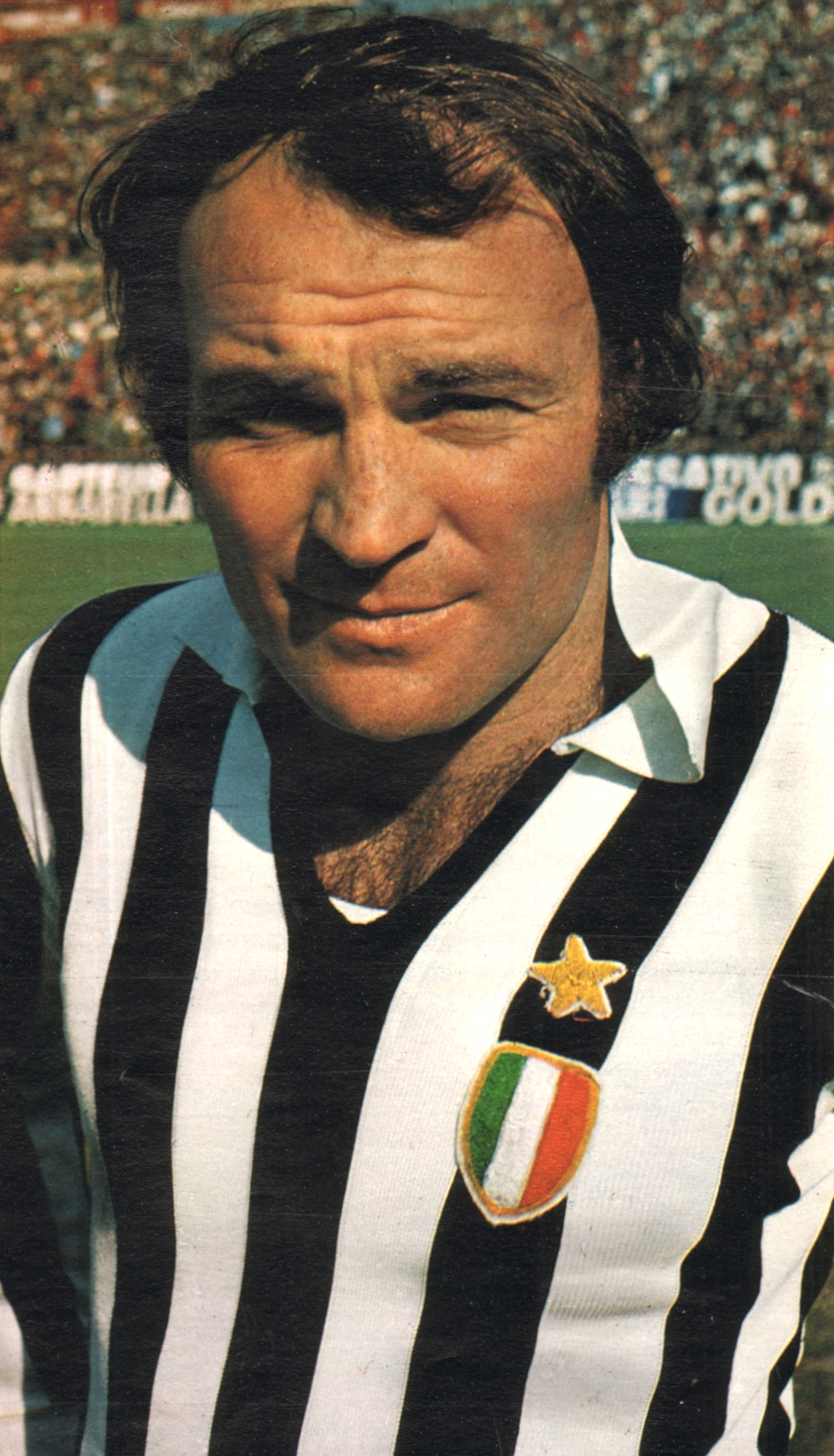
Алтафини в составе «Ювентуса»

В 1965 году Алтафини был куплен клубом «Наполи». Вместе с ним в эту команду перешёл другой известный футболист — Омар Сивори. За трансфер двух этих футболистов была заплачена сумма в 150 млн аргентинских песо. Неаполитанская команда таким образом стремилась улучшить своё положение: она только вышла из серии В. Уже в первый год после возвращения в высший итальянский дивизион клуб выиграл бронзовые медали первенства. Сам Алтафини стал лучшим бомбардиром команды, забив 14 голов. И в том же сезоне он помог команде выиграть Кубок Альп. И год спустя Алтафини стал лучшим бомбардиром команды с 16 мячами, а по общему числу голов поделил 3-4 место с Куртом Хамриным; клуб же занял 4 место. А в сезоне 1967/68 Алтафини, в третий раз подряд забивший наиболее число голов в клубе, помог «Наполи» занять наивысшее в истории 2 место в чемпионате. Но затем и результативность Алтафини, и игра «Наполи» ухудшилась. Два сезона подряд клуб находился в середине турнирной таблицы. Затем в 1971 году неаполитанцы заняли 3 место, но в основном благодаря своей обороне. А год спустя клуб вновь оказался в середине турнирной таблицы, заняв 8 место. В эти последние сезоны Жозе имел жёсткую конкуренцию за место в составе: в команду пришли новые нападающие — Харальд Нильсен, Курт Хамрин, Анджело Сормани.
В конце 1972 года Алтафини перешёл в туринский «Ювентус». Покупка 34-го игрока была оценена неоднозначно. Более того, президент «Старой Синьоры» Итало Аллоди, осуществил трансфер, не поставив в известность президента клуба, Джампьеро Бониперти, который очень разозлился, узнав о уже совершённой сделке. Его дебютной игрой за клуб стал матч Кубка Италии против «Новары», в котором его команда победила 1:0. Начало выступлений за «Юве» было для Алтафини неудачным: на фоне партнёров он казался очень медлительным, часто не успевал за атаками. Лишь в 9 туре с «Фиорентиной» он забил; при чём сделал это дважды, принеся своей команде победу со счётом 2:1. Всего за сезон он забил 12 голов, из которых девять в чемпионате (лучший результат среди всех игроков клуба в сезоне). «Ювентус» выиграл в этом сезоне серию А, а также дошёл до финалов Кубка Италии и Кубка чемпионов, где, однако, проиграл. В финал главного европейского клубного турнира «Старую Синьору» вывел именно Алтафини, дважды забив в полуфинале с «Дерби Каунти». В следующем сезоне Алтафини провёл 32 матча и забил 10 голов; «Ювентус» занял в серии А второе место, а также проиграл в финале Межконтинентального кубка. А в сезоне 1974/75 «Юве» вновь добился победы в серии А. Алтафини, забивший 8 голов (всего за сезон 13) внёс важную роль в победу клуба: он заменил в атаке заболевшего туберкулезом и надолго вышедшего из строя Роберто Беттегу. Следующий сезон стал для Жозе последним в составе «Старой Синьоры». Он провёл за год лишь 17 игр и забил два гола, в основном выходя на поле со скамьи запасных. Всего за Ювентус форвард провёл 119 матчей и забил 37 голов.
Завершил карьеру футболист в швейцарских клубах «Кьяссо» и «Мендризио».

### Международная карьера
В 1957 году, в возрасте 18 лет, главный тренер сборной Бразилии, Силвио Пирилло, вызвал его в состав национальной команды. Его дебют состоялся 16 июня того же года в матче с Португалией, в котором бразильцы победили 3:0, а Алтафини забил второй гол своей команды. В том же году он провёл ещё два матча на Кубок Рока с Аргентиной. В первой игре он сделал голевую передачу на Пеле, а во второй забил гол, ставший победным и принёсший его команде этот трофей.
Затем он забивал в товарищеских встречах с «Коринтиансом», дважды с Фиорентиной и один с «Интером». Но несмотря на эти успехи, молодой форвард многими считался слишком неопытным для участия в чемпионате мира в Швеции. Однако из-за своей игры и травм конкурентов за место в составе Алтафини попал в список футболистов, отправившихся на мундиаль. Любопытно, что в этом списке он был официально записан как Маццола. В первом матче соревнования, с Австрией, Жозе вышел в стартовом составе и забил два гола, а также сделал голевую передачу на Нилтона Сантоса. В следующей игре он также сыграл весь матч, однако встреча с Англией завершилась вничью 0:0. После игры Нилтон Сантос подошёл к главному тренеру команде, Висенте Феоле, и сказал, что Гарринча и Пеле, не участвовавшие в стартовых играх, сыграли бы лучше, чем выступавшие на их позициях Жоэл и Алтафини. Мнение Нилтона поддержал Жоао Авеланж, президент Конфедерации футбола Бразилии, врач команды Гослинг, а также несколько других футболистов сборной, включая лидеров команды, Диди и Беллини. Однако эта версия позже была опровергнута действующими лицами эпизода. По второй версии, Гарринча сам подошёл к Феоле и сказал: «Или вы ставите меня на игру с русскими, или я завтра же улетаю домой или подписываю контракт с итальянским клубом», что напугало тренера. В результате место Алтафини в основном составе занял Пеле. Сам же Пеле утверждал, что Жозе не вышел на поле из-за травмы, полученной в матче с англичанами. Алтафини сыграл ещё один матч на турнире: 19 июня в четвертьфинале с Уэльсом, где вышел в стартовом составе вместо травмированного Вава; игра завершилась победой бразильцев 1:0. Этот матч стал последним для него за сборную страны. Без него бразильцы выиграли оставшиеся матчи и впервые стали чемпионами мира.
В 1961 году Алтафини получил итальянское гражданство и возможность выступать за сборную Италии. 15 октября он дебютировал в составе сборной в матче с Израилем и сразу же забил гол ударом через себя; этот матч стал для команды, проигрывавшей по ходу встречи 0:2, победным. В мае 1962 года Жозе дважды подряд делал по дублю в товарищеских матчах с Францией и Бельгией. На чемпионат мира 1962 Алтафини поехал в качестве основного форварда команды. Но в первых двух матчах итальянцы, и Алтафини в частности, не забили ни одного мяча. В третьей игре Жозе не участвовал, а «Скуадра Адзурра» заняла третье место в группе и вылетела из турнира. После чемпионата мира, руководство футбола Италии приняло решение отказаться от футболистов, не рождённых в этой стране. Из-за чего более за «Скуадру Адзурру» Жозе не выступал. Таким образом матч против Чили 2 июня на мундиале стал для Алтафини последним в футболке сборной Италии. После сам футболист признавался: «Одно из самых моих больших разочарований, это то, что я решил сменить футболку на чемпионате мира в Чили. Я играл в Италии и увидел своих бывших коллег, игравших дома, и сумевших взять второй Кубок мира».

## Послефутбольная жизнь

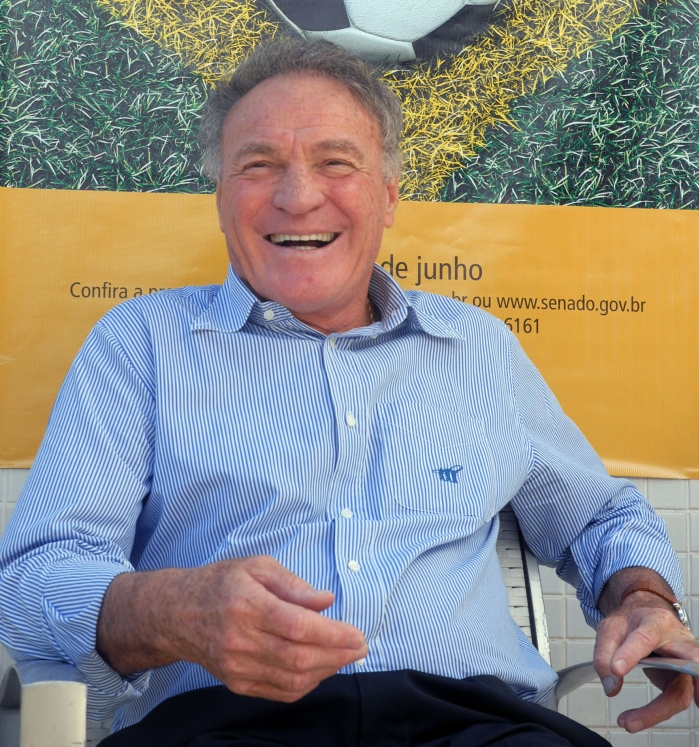
Алтафини в 2008 году

Завершив карьеру игрока, Алтафини долгое время не работал. Затем он был вынужден устроиться работать простым страховым агентом. Позже он работал экспертом и комментатором на телевидении, а также вместе с Валерией Бенатти вёл свою программу на радио. А также недолго проработал тренером-консультантом в клубе «Салернитана», которая с ним резко улучшила свои результаты и даже вышла в серию А, где задержалась, правда, совсем не долго. В 2009 году Алтафини стал итальянским «голосом» компьютерной игры Pro Evolution Soccer 2009.

## Личная жизнь
Будучи игроком «Палмейраса», Алтафини женился на Елеане д’Аддио (порт. Eleana D'Addio). Его супруга была дочерью директора библиотеки. Они познакомились когда ему было 18 лет и три года встречались, поженившись в 1959 году. Позже, уже будучи игроком «Милана», у четы Алтафини родилось две дочери. Старшая, Патрисия (порт. Patricia), вышла замуж за журналиста Педро Освалдо Настри (порт. Pedro Oswaldo Nastri). Младшая, Кристина (порт. Cristina), за Марко Сальваторе Пульвиренти (итал. Salvatore Marco Pulvirenti). Обе они проживают в Бразилии.
Жозе отличался очень весёлым поведением и часто шутил. Несколько раз он забирался в шкафчик главного тренера «Милана», Нерео Рокко, и когда тот открывал его, с воем выскакивал, пугая наставника команды.

## Статистика выступлений

### Клубная карьера
| Клуб             | Сезон            | Лига | Лига | Кубки | Кубки | Еврокубки / Кубки КОНКАКАФ | Еврокубки / Кубки КОНКАКАФ | Прочие | Прочие | Итого | Итого |
| Клуб             | Сезон            | Игры | Голы | Игры  | Голы  | Игры                       | Голы                       | Игры   | Голы   | Игры  | Голы  |
| ---------------- | ---------------- | ---- | ---- | ----- | ----- | -------------------------- | -------------------------- | ------ | ------ | ----- | ----- |
| Палмейрас        | 1956             | 24   | 13   | -     | -     | -                          | -                          | 3      | 1      | 27    | 14    |
| Палмейрас        | 1957             | 34   | 24   | -     | -     | -                          | -                          | 10     | 8      | 44    | 32    |
| Палмейрас        | 1958             | 0    | 0    | -     | -     | -                          | -                          | 9      | 11     | 9     | 11    |
| Палмейрас        | Итого            | 58   | 37   | 0     | 0     | 0                          | 0                          | 22     | 20     | 80    | 57    |
| Милан            | 1957/58          | 0    | 0    | 3     | 4     | 0                          | 0                          | 0      | 0      | 3     | 4     |
| Милан            | 1958/59          | 32   | 28   | 1     | 0     | 0                          | 0                          | 2      | 2      | 35    | 30    |
| Милан            | 1959/60          | 33   | 20   | 0     | 0     | 4                          | 2                          | 2      | 4      | 39    | 26    |
| Милан            | 1960/61          | 34   | 22   | 2     | 4     | 0                          | 0                          | 2      | 0      | 38    | 26    |
| Милан            | 1961/62          | 33   | 22   | 0     | 0     | 2                          | 0                          | 0      | 0      | 35    | 22    |
| Милан            | 1962/63          | 31   | 11   | 2     | 1     | 9                          | 14                         | 4      | 5      | 46    | 31    |
| Милан            | 1963/64          | 30   | 14   | 1     | 0     | 4                          | 4                          | 3      | 1      | 38    | 19    |
| Милан            | 1964/65          | 12   | 3    | 0     | 0     | 0                          | 0                          | 0      | 0      | 12    | 3     |
| Милан            | Итого            | 205  | 120  | 9     | 9     | 19                         | 20                         | 13     | 12     | 246   | 161   |
| Наполи           | 1965/66          | 34   | 14   | 2     | 1     | 0                          | 0                          | 5      | 7      | 41    | 22    |
| Наполи           | 1966/67          | 27   | 16   | 1     | 1     | 5                          | 1                          | 0      | 0      | 33    | 18    |
| Наполи           | 1967/68          | 29   | 13   | 2     | 1     | 3                          | 3                          | 0      | 0      | 34    | 17    |
| Наполи           | 1968/69          | 21   | 5    | 4     | 2     | 3                          | 1                          | 0      | 0      | 28    | 8     |
| Наполи           | 1969/70          | 15   | 8    | 3     | 0     | 3                          | 0                          | 5      | 3      | 26    | 11    |
| Наполи           | 1970/71          | 25   | 7    | 11    | 4     | 0                          | 0                          | 0      | 0      | 36    | 11    |
| Наполи           | 1971/72          | 29   | 8    | 5     | 2     | 2                          | 0                          | 0      | 0      | 36    | 10    |
| Наполи           | Итого            | 180  | 71   | 28    | 11    | 16                         | 5                          | 10     | 10     | 234   | 97    |
| Ювентус          | 1972/73          | 23   | 9    | 6     | 0     | 6                          | 3                          | 0      | 0      | 35    | 12    |
| Ювентус          | 1973/74          | 21   | 7    | 8     | 2     | 2                          | 1                          | 1      | 0      | 32    | 10    |
| Ювентус          | 1974/75          | 20   | 8    | 6     | 0     | 9                          | 5                          | 0      | 0      | 35    | 13    |
| Ювентус          | 1975/76          | 10   | 1    | 4     | 1     | 3                          | 0                          | 0      | 0      | 17    | 2     |
| Ювентус          | Итого            | 74   | 25   | 24    | 3     | 20                         | 9                          | 1      | 0      | 119   | 37    |
| Торонто Италия   | 1976             | 0    | 0    | 0     | 0     | 1                          | 1                          | 0      | 0      | 1     | 1     |
| Торонто Италия   | Итого            | 0    | 0    | 0     | 0     | 1                          | 1                          | 0      | 0      | 1     | 1     |
| Кьяссо           | 1976/77          | 26   | 14   | 2     | 0     | -                          | -                          | 0      | 0      | 28    | 14    |
| Кьяссо           | 1977/78          | 27   | 2    | 0     | 0     | -                          | -                          | 0      | 0      | 27    | 2     |
| Кьяссо           | 1978/79          | 7    | 2    | 0     | 0     | 0                          | 0                          | 0      | 0      | 7     | 2     |
| Кьяссо           | Итого            | 60   | 18   | 2     | 0     | 0                          | 0                          | 0      | 0      | 62    | 18    |
| Мендризиостар    | 1979/80          | 28   | 11   | 0     | 0     | -                          | -                          | 0      | 0      | 28    | 11    |
| Мендризиостар    | 1980/81          | 0    | 0    | 0     | 0     | -                          | -                          | 0      | 0      | 0     | 0     |
| Мендризиостар    | 1981/82          | 7    | 1    | 2     | 1     | -                          | -                          | 0      | 0      | 9     | 2     |
| Мендризиостар    | Итого            | 35   | 12   | 2     | 1     | 0                          | 0                          | 0      | 0      | 37    | 13    |
| Всего за карьеру | Всего за карьеру | 612  | 283  | 65    | 24    | 56                         | 35                         | 46     | 42     | 779   | 384   |

### Выступления за сборные

#### Бразилия
| Матчи Алтафини за сборную Бразилии | Матчи Алтафини за сборную Бразилии | Матчи Алтафини за сборную Бразилии | Матчи Алтафини за сборную Бразилии | Матчи Алтафини за сборную Бразилии | Матчи Алтафини за сборную Бразилии | Матчи Алтафини за сборную Бразилии |
| ---------------------------------- | ---------------------------------- | ---------------------------------- | ---------------------------------- | ---------------------------------- | ---------------------------------- | ---------------------------------- |
| №                                  | Дата                               | Место проведения                   | Оппонент                           | Счёт                               | Голы                               | Соревнование                       |
| 1                                  | 16 июня 1957                       | Сан-Паулу                          | Португалия                         | 3-0                                | 1                                  | Товарищеский матч                  |
| 2                                  | 7 июля 1957                        | Рио-де-Жанейро                     | Аргентина                          | 1-2                                | —                                  | Кубок Рока                         |
| 3                                  | 10 июля 1957                       | Сан-Паулу                          | Аргентина                          | 2-0                                | 1                                  | Кубок Рока                         |
| 4                                  | 14 мая 1958                        | Рио-де-Жанейро                     | Болгария                           | 4-0                                | —                                  | Товарищеский матч                  |
| 5                                  | 18 мая 1958                        | Сан-Паулу                          | Болгария                           | 3-1                                | —                                  | Товарищеский матч                  |
| 6                                  | 21 мая 1958                        | Сан-Паулу                          | Коринтианс                         | 5-0                                | 1                                  | Товарищеский матч                  |
| 7                                  | 29 мая 1958                        | Флоренция                          | Фиорентина                         | 4-0                                | 2                                  | Товарищеский матч                  |
| 8                                  | 1 июня 1958                        | Милан                              | Интер Милан                        | 4-0                                | 1                                  | Товарищеский матч                  |
| 9                                  | 8 июня 1958                        | Уддевалла                          | Австрия                            | 3-0                                | 2                                  | Чемпионат мира                     |
| 10                                 | 11 июня 1958                       | Гётеборг                           | Англия                             | 0-0                                | —                                  | Чемпионат мира                     |
| 11                                 | 19 июня 1958                       | Гётеборг                           | Уэльс                              | 1-0                                | —                                  | Чемпионат мира                     |

#### Италия
| Матчи Алтафини за сборную Италии | Матчи Алтафини за сборную Италии | Матчи Алтафини за сборную Италии | Матчи Алтафини за сборную Италии | Матчи Алтафини за сборную Италии | Матчи Алтафини за сборную Италии | Матчи Алтафини за сборную Италии |
| -------------------------------- | -------------------------------- | -------------------------------- | -------------------------------- | -------------------------------- | -------------------------------- | -------------------------------- |
| №                                | Дата                             | Место проведения                 | Оппонент                         | Счёт                             | Голы                             | Соревнование                     |
| 1                                | 16 октября 1961                  | Тель-Авив                        | Израиль                          | 4-2                              | 1                                | Квалификация чемпионата мира     |
| 2                                | 4 ноября 1961                    | Турин                            | Израиль                          | 6-0                              | —                                | Квалификация чемпионата мира     |
| 3                                | 5 мая 1962                       | Рим                              | Франция                          | 2-1                              | 2                                | Товарищеский матч                |
| 4                                | 13 мая 1962                      | Брюссель                         | Бельгия                          | 3-1                              | 2                                | Товарищеский матч                |
| 5                                | 31 мая 1962                      | Сантьяго                         | ФРГ                              | 0-0                              | —                                | Чемпионат мира                   |
| 6                                | 2 июня 1962                      | Сантьяго                         | Чили                             | 0-2                              | —                                | Чемпионат мира                   |

## Достижения

### Командные
- Обладатель Кубка Рока: 1957
- Чемпион мира: 1958
- Чемпион Италии: 1959, 1962, 1973, 1975
- Обладатель Кубка Европейских Чемпионов: 1963
- Обладатель Кубка Альп: 1966

### Личные
- Лучший бомбардир Кубка Италии: 1961 (4 гола)
- Лучший бомбардир чемпионата Италии: 1962 (22 гола)
- Лучший бомбардир Кубка европейских чемпионов: 1963